# Barzan
Barzan és una vila kurda a la riba esquerra del Gran Zab a uns 80 km al nord d'Irbil.

## Història

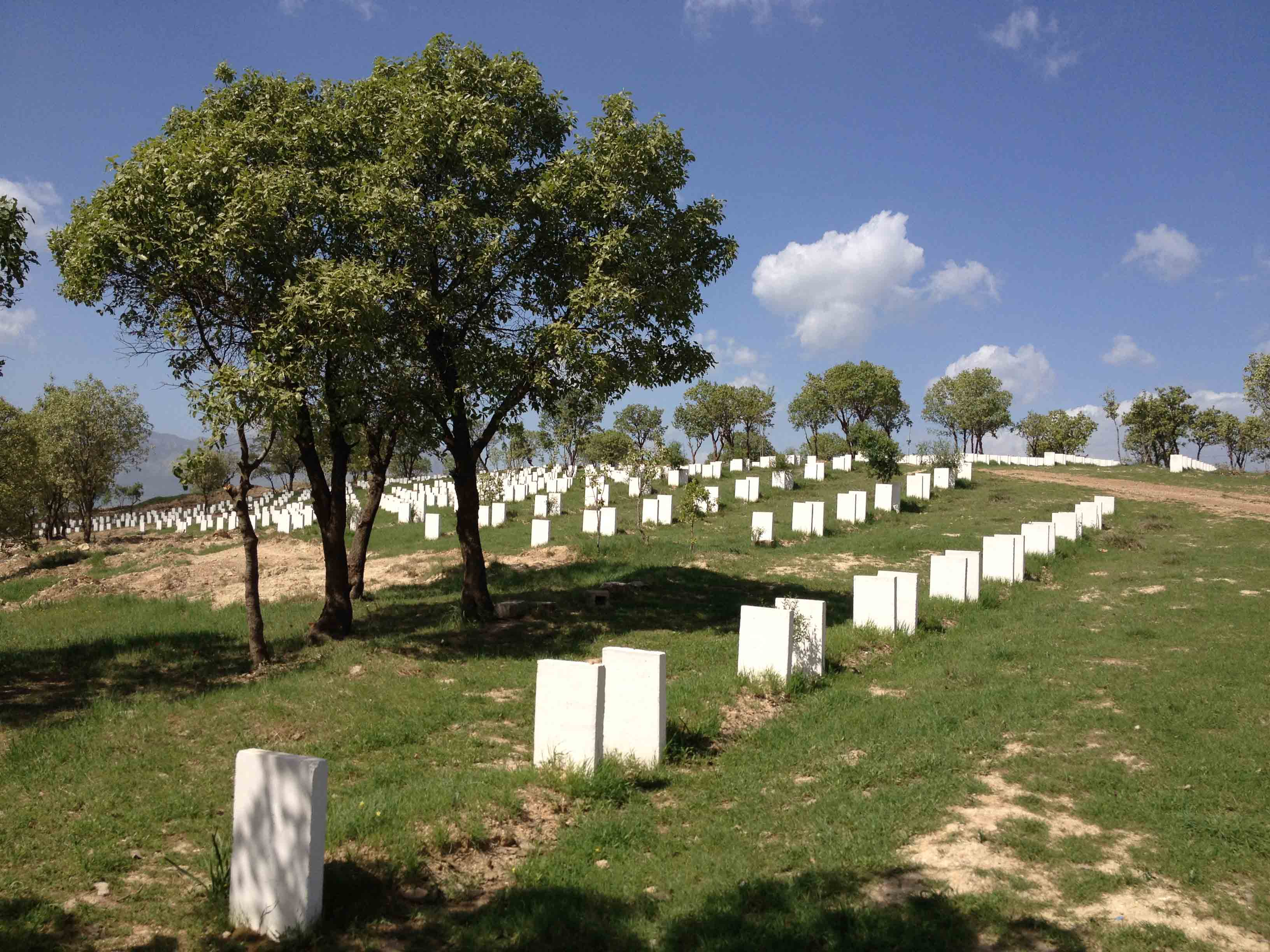
Cementiri a Barzan

Apareix esmentada el 1596 com a possessió dels prínceps kurds de Bahdinan. Al segle xix va esdevenir la capital d'un xeic i els seus pobladors foren coneguts com a tribu Barzani. Foren independents de l'administració otomana fins al 1915 quan els turcs van capturar al xeic Abd al-Salim II i el van penjar. Després de la guerra foren reconeguts com a emirat autònom pels britànics. El 1930 Shaykh Ahmad Barzani, es va proclamar Déu i Profeta i recomanava menjar porc i destruir l'alcorà; això va causar la guerra (1931) amb la tribu Baradust del xeic Rashid de Lolan. Ahmad fou derrotat pels britànics el 1932-1933 i va haver de fugir a Turquia on fou arrestat. El seu germà Mulla Mustafa Barzani (1903-1979) fou exiliat a Sulaymaniyya (1935). El 1943 Mustafa es va escapar del seu retir a Sulaymaniyya i va anar a Barzan on va reunir els seus partidaris i va iniciar una revolta contra el govern d'Iraq; va obtenir alguns èxits (1943-1944) però finalment el 1945 es va haver de retirar cap a Iran on va assistir a la proclamació de la República Popular Kurda a Mahabad (15 de desembre de 1945) i fou nomenat mariscal. Després de l'ensorrament de la república Mulla Mustafa va fugir a la Unió Soviètica. Shaykh Ahmad es va entregar a les autoritats iraquianes. Mustafa va retornar a Iraq el 1958 i va reprendre la revolta el 1961 amb suport iranià i americà, però el 1975 els iranians van retirar el suport i la revolta es va enfonsar; va morir en exili als Estats Units el 1979. El seu fill Ahmad Barzani el va succeir al front del Partit Democràtic del Kurdistan i el 2005 fou elegit president de la regió autònoma dels Kurdistan.